# Bolbaffroides serripes
Bolbaffroides serripes es una especie de coleóptero de la familia Geotrupidae. Presenta las siguientes subespecies: Bolbaffroides serripes serripes y Bolbaffroides serripes tsavoensis. 

## Distribución geográfica
Habita en Somalia y Kenia.